# Ksienija Mileuska
Ksienija Uładzimirauna Mileuska (biał.: Ксенія Уладзіміраўна Мілеўская; ros.: Ксения Владимировна Милевская, Ksienija Władimirowna Milewska; ur. 9 sierpnia 1990 w Mińsku) – białoruska tenisistka, dwukrotna mistrzyni w deblu juniorek w turniejach wielkoszlemowych.

## Kariera

### 2005
We wrześniu 2005 zadebiutowała w wielkoszlemowym tenisie – w turnieju US Open w Nowym Jorku – jako juniorka, odpadając w pierwszych rundach: w singlu z Niemką Niną Henkel w dwu setach i w deblu w parze z Amerykanką Gail Brodsky, przegrywając w dwu setach z Niną Henkel i Niemką Dominice Ripoll.

### 2006
W lipcu 2006 wzięła udział w singlu juniorek na Wimbledonie w Londynie, ulegając już w pierwszym spotkaniu Austriaczce Nikoli Hofmanovej w trzech setach. Nieco lepiej sprawiła się w ostatnim wielkoszlemowym turnieju sezonu, US Open, już rozstawiona jako juniorka nr 9, dochodząc do drugiej rundy (porażka z Kateřiną Vaňkovą). Na Wimbledonie w 2006 Mileuska także wzięła udział w deblu juniorek, osiągając ćwierćfinał w parze z Aminą Rakhim, jednak w następnym turnieju wielkoszlemowym juniorek, US Open, w parze z Kseniją Łykiną, odpadła już w pierwszej rundzie.

### 2007
W 2007 uczestniczyła w deblu juniorek w Australian Open w Melbourne, w parze z Ksieniją Łykiną, dochodząc do ćwierćfinału. Osiągnęła tego roku trzy półfinały wielkoszlemowe w singlu juniorek: w styczniu w Australian Open ulegając Madison Brengle, na wiosnę we French Open w Paryżu – Alizé Cornet, a na zakończenie lata w US Open – swojej partnerce z debla, Polce Urszuli Radwańskiej, z którą parę godzin później tego samego dnia wygrała mistrzostwo US Open w deblu juniorek 2007, powtarzając tym samym ich wspólne mistrzostwo French Open w deblu juniorek 2007.

## Finały turniejów singlowych ITF
| turnieje z pulą nagród 100 000 $ |
| turnieje z pulą nagród 75 000 $  |
| turnieje z pulą nagród 50 000 $  |
| turnieje z pulą nagród 25 000 $  |
| turnieje z pulą nagród 15,000 $  |
| turnieje z pulą nagród 10 000 $  |

| Rezultat     | Data       | Turniej                   | Naw.   | Przeciwniczka       | Wynik               |
| Zwyciężczyni | 27/05/2007 | Falkenberg                | Ziemna | Anne Schäfer        | 6:4, 6:4            |
| Finalistka   | 22/07/2007 | Contrexeville             | Ziemna | Andrea Petković     | 2:6, 0:6            |
| Zwyciężczyni | 10/05/2008 | Antalya                   | Ziemna | Michelle Gerards    | 6:2, 6:2            |
| Zwyciężczyni | 20/07/2008 | Zwevegem                  | Ziemna | Arantxa Rus         | 6:4, 3:6, 7:6(5)    |
| Finalistka   | 05/07/2009 | Toruń                     | Ziemna | Oksana Kalasznikowa | 6:3, 4:6, 2:6       |
| Finalistka   | 08/05/2011 | Stambuł                   | Twarda | Sopia Kwacabaia     | 2:6, 1:6            |
| Finalistka   | 03/12/2011 | Antalya                   | Ziemna | Iłona Kremień       | 6:7(6), 7:6(4), 1:6 |
| Zwyciężczyni | 22/04/2012 | Les Franqueses Del Valles | Twarda | Anastasija Jakimawa | 7:5, 6:7(5), 6:4    |
| Zwyciężczyni | 29/04/2012 | Vic                       | Ziemna | Anastasija Jakimawa | 6:4, 6:2            |
| Zwyciężczyni | 02/06/2012 | Karszy                    | Twarda | Nadija Kiczenok     | 6:4, 7:5            |

## Wygrane turnieje deblowe ITF
| Data       | Turniej         | Naw.     | Partnerka             | Przeciwniczki                           | Wynik       |
| 17/06/2007 | Marsylia        | Ziemna   | Roxane Vaisemberg     | Salome Llaguno Nadege Vergos            | 6:2, 6:1    |
| 16/03/2008 | Rzym            | Ziemna   | Ioana Ivan            | Stefania Chieppa Valentina Sulpizio     | 6:3, 7:6(5) |
| 22/03/2008 | Rzym            | Ziemna   | Magdalena Kiszczyńska | Giulia Gatto-Monticone Federica Quercia | 6:0, 6:4    |
| 10/05/2008 | Antalya         | Ziemna   | Melanie Klaffner      | Oksana Kalasznikowa Pemra Özgen         | 6:2, 7:5    |
| 05/04/2009 | Chanty-Mansyjsk | Dywanowa | Łesia Curenko         | Oksana Kalasznikowa Walerija Sawinych   | 6:2, 6:3    |
| 23/05/2009 | Charków         | Ziemna   | Łesia Curenko         | Ludmyła Kiczenok Nadija Kiczenok        | 6:4, 6:4    |
| 05/07/2009 | Toruń           | Ziemna   | Julija Bejhelzimer    | Karolina Kosińska Aleksandra Rosolska   | 6:1, 6:4    |
| 14/02/2010 | Sztokholm       | Twarda   | Łesia Curenko         | Nikola Hofmanova Yvonne Meusburger      | 6:4, 7:5    |
| 22/05/2010 | Charków         | Ziemna   | Kateryna Awdijenko    | Ludmyła Kiczenok Nadija Kiczenok        | 6:4, 6:2    |
| 25/02/2012 | Antalya         | Ziemna   | Julija Bejhelzimer    | Lee Hua-Chen Lee Pei-Chi                | 6:3, 7:6(4) |

## Finały wielkoszlemowych turniejów juniorskich

### Gra podwójna (2)
| Końcowy wynik | Rok  | Turniej     | Nawierzchnia | Partnerka         | Przeciwniczki                       | Wynik finału |
| Zwyciężczyni  | 2007 | French Open | Ceglana      | Urszula Radwańska | Sorana Cîrstea Alexa Glatch         | 6:1, 6:4     |
| Zwyciężczyni  | 2007 | US Open     | Twarda       | Urszula Radwańska | Oksana Kalasznikowa Ksienija Łykina | 6:1, 6:2     |